# アトム山田
アトム山田（アトムやまだ、1976年3月29日 - ）は、日本のキックボクサー。愛媛県出身。身長165cm、体重60kg。武勇会所属。
マーシャルアーツ日本キックボクシング連盟初代WMAF世界スーパーフェザー級王者。MAキックバンタム級&スーパーフェザー級王者

## 経歴
1996年10月19日にデビューした。
2005年7月3日、ムアンファーレッグ・ギャットウィチアンに判定勝ちし、WMAF世界フェザー級初代王者となった。
2006年10月22日、中西一覚に判定勝ちし、MA日本スーパーフェザー級王座への挑戦権を獲得した。そして12月3日、小石原勝にKO勝ちし、MA日本スーパーフェザー級選手権試合で第7代王者となった。
2007年5月13日、WMAF世界スーパーフェザー級王座決定戦で初防衛に失敗した。
2009年1月には、ジョムトーン・チューワッタナと対戦した。その後現役を引退したが、2012年7月に現役に復帰した。
2013年4月21日の『TREASURE HUNT 3』ではメインイベントでアビデット・ゲッソンリットと対戦し負け。
2016年4月29日、タイトルを賭けてデンキナマズと対戦し負け。